# زیردریایی آی-۵۵ (۱۹۴۳)
زیردریایی آی-۵۵ (۱۹۴۳) (به انگلیسی: Japanese submarine I-55 (1943)) یک زیردریایی بود. این زیردریایی در سال ۱۹۴۴ ساخته شد.